# Jitpur
Jitpur (nep. जीतपुर) – gaun wikas samiti we wschodniej części Nepalu w strefie Meći w dystrykcie Ilam. Według nepalskiego spisu powszechnego z 2001 roku liczył on 1198 gospodarstw domowych i 6491 mieszkańców (3309 kobiet i 3182 mężczyzn).